# 瀬戸山三男
瀬戸山 三男（せとやま みつお、1904年1月7日 -  1997年6月23日）は、日本の政治家。位階は正三位。
元衆議院議員（当選11回）。都城市長・建設大臣・法務大臣・文部大臣を歴任。

## 来歴・人物
熊本県天草郡下津浦村（現・天草市）に、村の収入役を務めた河内寿松の三男として生まれる。熊本通信生養成所を卒業後、天草の郵便局での電信技術者、下津浦村書記を経て、向学心に燃え上京。苦学しながら開成中学校夜間部（のちの昌平高校）、さらに明治大学法学部に進み、1932年卒業。司法省に入り、岡山・山口等の各地裁判事を歴任する。1933年宮崎県都城市の金物商瀬戸山徳蔵の一人娘香代と結婚したが、後に瀬戸山家の血筋が絶えたため、1942年瀬戸山家の婿養子となる。
戦後、占領軍の指令下での裁判を嫌い、1945年10月山口地方裁判所部長判事を辞職し、都城市で農業に従事する。1946年7月、当時の都城市長森迫熊市の要請により、都城市助役となる。その後1947年同市市長（初代公選市長）に就任。1949年第24回衆議院議員総選挙に民主自由党公認で旧宮崎2区から立候補し当選。以後当選11回。政界入り当初は広川弘禅に近かったが、やがて佐藤栄作の派閥に入り、1965年第1次佐藤内閣第1次改造内閣に建設大臣として初入閣した。建設相時代は「道路は産業開発の動脈である」との思想の下、青森県から宮崎県と鹿児島県を結ぶ全長7600kmの高速道路を建設することを定めた国土開発幹線自動車道建設法の制定に尽力した。
佐藤派分裂に際しては、保利茂・松野頼三らとともに福田赳夫派に合流する。1977年福田赳夫内閣で法務大臣に就任。自身と同じ都城市を地盤とする堀之内久男の台頭を受け、1979年の総選挙では落選。1980年の総選挙で返り咲き、1982年第1次中曽根内閣で文部大臣に就任。文相時代は見直し論を押し切って小・中学校の教科書無償配布制度を存続させる。しかし、1983年の総選挙では、中山成彬の台頭を受け、現職閣僚で落選。1986年の総選挙では、自民党の公認を得られず無所属で立候補するも落選し、政界を引退する。
一徹な性格で、選挙区の有権者にハガキの一枚も出したことが無いことを誇りとしていた。ロッキード事件に際してかつての旧佐藤派の盟友田中角栄に議員辞職勧告の書簡を送ったり、リクルート事件で揺れた1989年には、超党派の国会議員OB130人からなる「政治浄化連盟」の会長を務めたりした。また自民党の代表的な改憲論者としても知られた。
1974年11月の秋の叙勲で勲一等旭日大綬章受章。
犯罪者の更生問題に造詣が深く、全国保護司連盟会長、日本更生保護協会会長などを歴任した。
1997年6月23日、胃癌のため死去した。93歳没。同年7月11日、特旨を以て位四級を追陞され、死没日付で正五位から正三位に叙され、銀杯一組（菊紋）を賜った。
1999年には、更生保護制度施行50周年記念として瀬戸山の更生保護事業における功労を記念し、更生保護法人日本更生保護協会によって、更生保護に関する学術的研究、広報宣伝又は先駆的・開拓的な活動において特に優れた功績のあった個人又は団体や、他の範となる顕著な功績のあった更生保護関係者・団体に贈呈される「瀬戸山賞」が創設された。